# Молочница (Вермеер)
«Молочница» (также «Девушка/женщина/служанка с кувшином молока», «Кухарка») — картина нидерландского живописца Яна Вермеера, точное время написания которой неизвестно и приблизительно датируется периодом 1658–1661 годов. Одна из самых известных работ мастера, ныне хранящаяся в Амстердамском Государственном музее.

## История
«Молочница» выделяется среди нидерландской живописи своей композиционной простотой. Тема повседневного быта уже поднималась ранее такими художниками, как Де Хох и Терборх, но Вермееру удалось создать неповторимое произведение искусства.
Фигура женщины с кувшином резко контрастирует с пустой белой стеной на заднем плане. Контур спины молочницы выделен тонкой белой линией для дополнительной выразительности. При помощи рентгена удалось выяснить, что на стене изначально был размещён какой-то предмет — возможно, карта. Доподлинно неизвестно, что побудило Вермеера оставить стену пустой. Вероятно, он сделал это дабы не нагружать картину символикой, или же обычная белая стена показалась ему более выразительным фоном для женской фигуры.
Изображение создает впечатление монументальности и вызывает «чувство достоинства» благодаря тому, что художник выбрал сравнительно низкую точку обзора и пирамидальное наращивание форм от левого переднего плана к голове женщины. По данным Рейксмюсеума, картина «построена по двум диагональным линиям, которые встречаются у правого запястья женщины». Это фокусирует внимание зрителя на наливании молока. Фотографический реализм картины напоминает реализм лейденских художников, таких как Джордж Доу, Франс ван Мирис и Габриель Метсю.
В 1669 году картина была продана за большую по тем временам сумму — 175 флоринов. Дороже был оценён только «Вид Делфта» — в 200 флоринов. В каталоге аукциона 1719 года ей была дана характеристика: «знаменитая работа кисти Вермеера Делфтского, подлинное произведение искусства».
В 2022 году специалисты из музея Рейксмюсеум и галереи Маурицхёйс просканировали полотно с помощью современных технологий и обнаружили под слоем краски два наброска — изображения подставки для кувшина и корзины для костра.